# Халиуллина, Екатерина Николаевна
Екатерина Николаевна Халиуллина (род. 28 февраля 1974, Саратов) — российская биатлонистка и тренер по биатлону. Мастер спорта России (2004). Заслуженный тренер России (2013).

## Биография
Екатерина Николаевна Халиуллина родилась 28 февраля 1974 года в Саратове. Окончила факультет физического воспитания Саратовского государственного педагогического института им. К. А. Федина.
В 2004 году в финале чемпионата России по летнему биатлону стала призёром соревнований, выполнив норматив мастера спорта.
С 2001 года работает тренером-преподавателем отделения биатлона специализированной детско-юношеской спортивной школы олимпийского резерва № 3 города Саратова. Имеет высшую квалификационную категорию. Судья 1 категории. Также является тренером саратовского областного центра спортивной подготовки — Школа высшего спортивного мастерства.
Наиболее высоких результатов среди воспитанников Халиуллиной добились:
- Александр Логинов — 2х-кратный бронзовый призёр Олимпийских игр 2022 в Пекине, Чемпион мира, многократный призёр чемпионатов мира,четырёхкратный чемпион Европы (2017, 2018), четырёхкратный чемпион мира среди юниоров (2010, 2011, 2013)[5][6][7].
- Татьяна Халиуллина — победитель Кубка России 2012 года и первенства России 2014 года по летнему биатлону.
- Анастасия Халиуллина — двукратный серебряный призёр чемпионата России по биатлону 2018 года, участница зимних юношеских Олимпийских игр 2016 года[8][9].

### Семья
В разводе. От брака есть две дочери — Татьяна (род. 1993) и Анастасия (род. 1998).

## Награды и звания
- Занесена на «Доску Почёта» города Саратова (2009, 2014)[10].
- Почётная грамота Комитета по физической культуре и спорту города Саратова.
- Почётная грамота Администрации города Саратова.
- Почётная грамота Министерства по развитию спорта, физической культуры и туризма Саратовской области.
- Почётная грамота Губернатора Саратовской области (2011)[11].
- Почётная грамота Саратовской городской Думы (2012)[12].
- Почётное звание «Заслуженный тренер России» (2013)[13].
- «Лучший детский тренер по биатлону 2013 года»[14].